# Mortes em dezembro de 2013
Mortes em 2013: ← Janeiro – Fevereiro – Março – Abril – Maio – Junho – Julho – Agosto – Setembro – Outubro – Novembro – Dezembro →
Esta é uma relação de pessoas notáveis que morreram durante o mês de dezembro de 2013, listando nome, nacionalidade, ocupação e ano de nascimento.

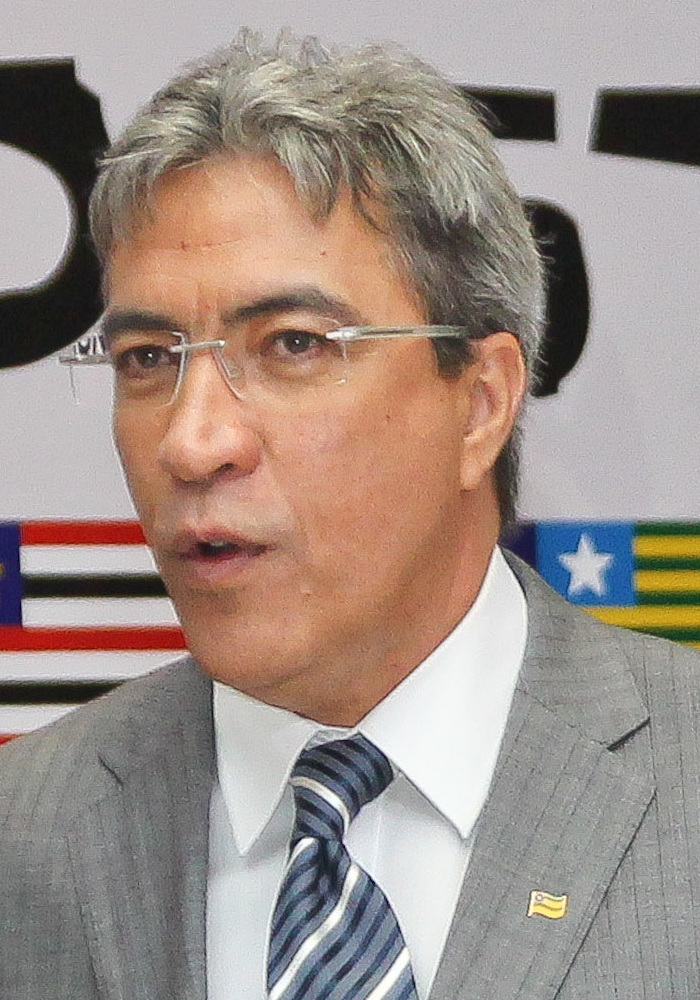
Marcelo Déda, político brasileiro

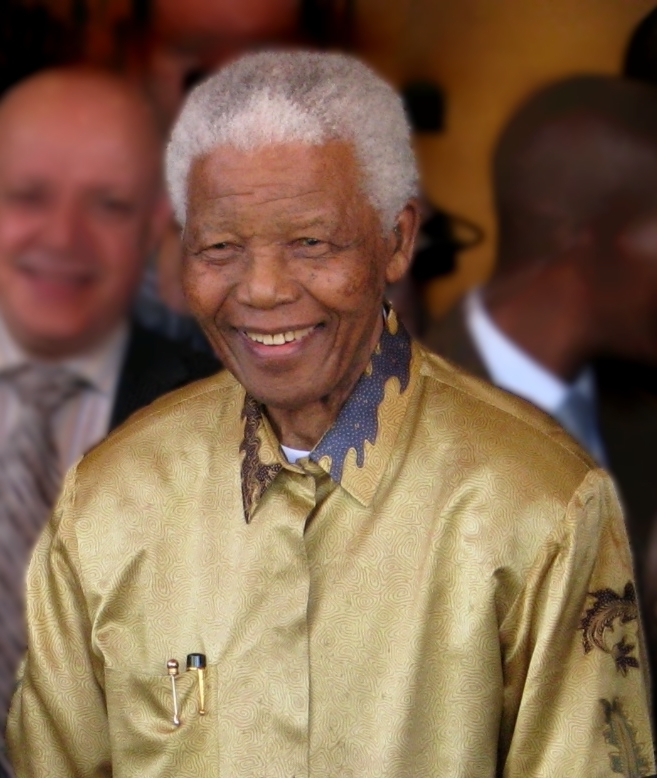
Nelson Mandela, ex-presidente sul-africano

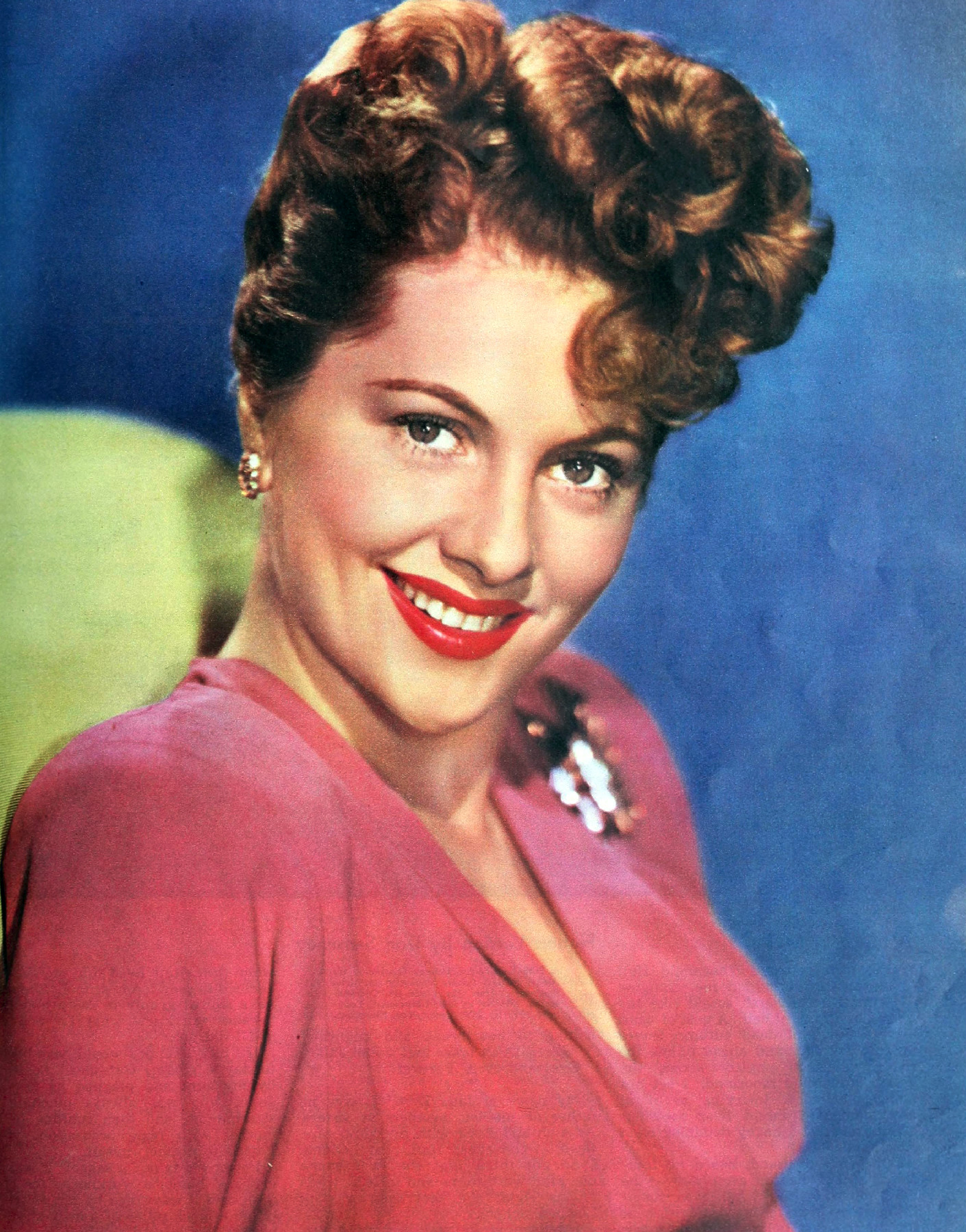
Joan Fontaine, atriz britânico-estadunidense

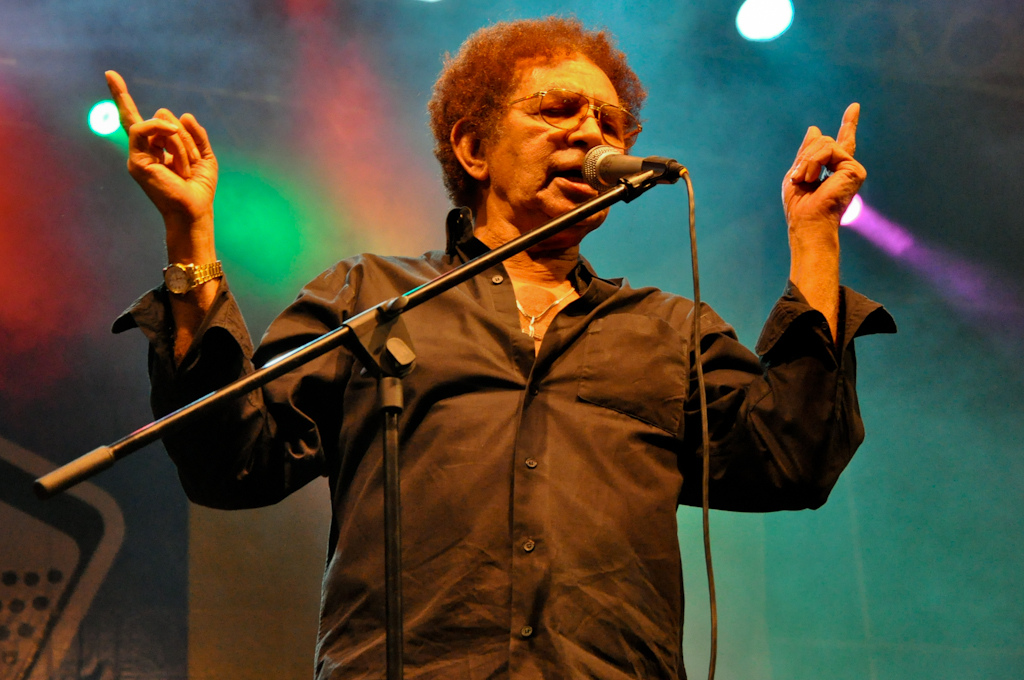
Reginaldo Rossi, cantor brasileiro

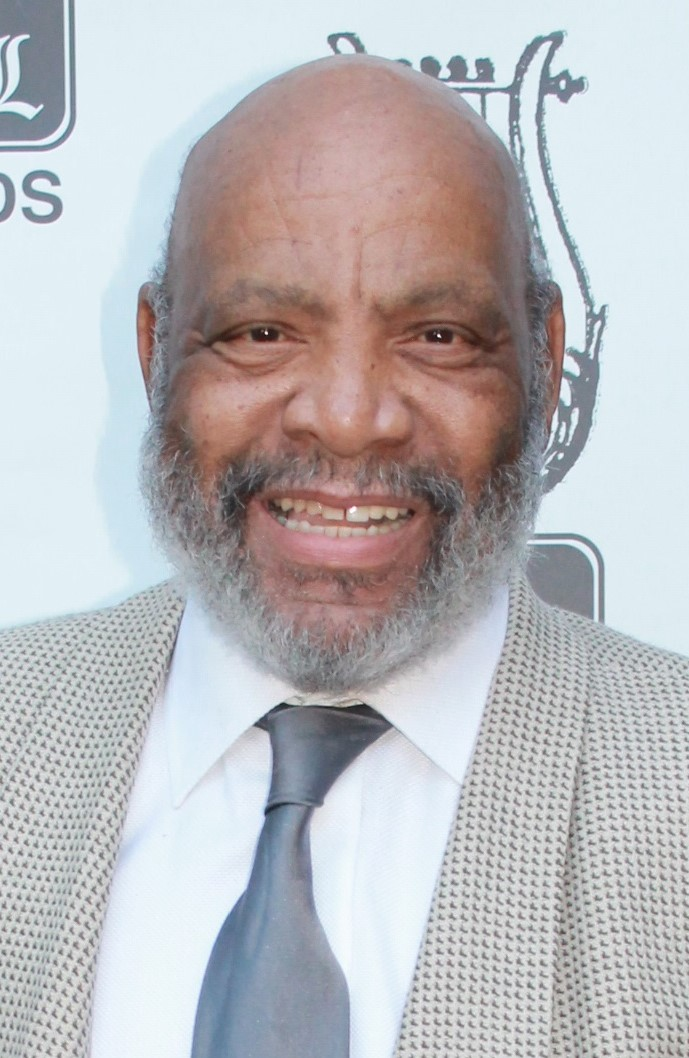
James Avery, ator americano

| Dia | Nome                    | Profissão ou motivo de reconhecimento | País de nascimento          | Ano de nasc. | Ref           |
| --- | ----------------------- | ------------------------------------- | --------------------------- | ------------ | ------------- |
| 1   | Antônio Lino            | Bispo                                 | Portugal                    | 1943         | [ 1 ]         |
| 1   | Martin Sharp            | Cartunista, compositor e cineasta     | Austrália                   | 1942         | [ 2 ]         |
| 2   | Marcelo Déda            | Político                              | Brasil                      | 1960         | [ 3 ]         |
| 2   | Pedro Rocha             | Futebolista e treinador               | Uruguai                     | 1942         | [ 4 ]         |
| 2   | Junior Murvin           | Cantor e músico                       | Jamaica                     | 1949         | [ 5 ]         |
| 3   | João Lobo               | Político e engenheiro                 | Brasil                      | 1927         | [ 6 ]         |
| 5   | Fauzi Arap              | Dramaturgo                            | Brasil                      | 1938         | [ 7 ]         |
| 5   | Nelson Mandela          | Político                              | União Sul-Africana          | 1918         | [ 8 ]         |
| 7   | Édouard Molinaro        | Cineasta                              | França                      | 1928         | [ 9 ]         |
| 9   | Eleanor Parker          | Atriz                                 | Estados Unidos              | 1922         | [ 10 ]        |
| 10  | Jim Hall                | Músico                                | Estados Unidos              | 1930         | [ 11 ]        |
| 10  | Rossana Podestà         | Atriz                                 | Líbia Italiana/ Itália      | 1934         | [ 12 ]        |
| 11  | Nadir Afonso            | Pintor e arquiteto                    | Portugal                    | 1920         | [ 13 ]        |
| 11  | Glauco Mirko Laurelli   | Cineasta                              | Brasil                      | 1930         | [ 14 ]        |
| 12  | Zbigniew Karkowski      | Compositor                            | Polónia                     | 1958         | [ 15 ]        |
| 12  | Chang Song-taek         | Político                              | Coreia do Norte             | 1946         | [ 16 ]        |
| 12  | Leo Sachs               | Biólogo molecular                     | Alemanha/ Israel            | 1924         | [ 17 ]        |
| 14  | John Cornforth          | Químico                               | Austrália                   | 1917         | [ 18 ]        |
| 14  | Peter O'Toole           | Ator                                  | Irlanda                     | 1932         | [ 19 ]        |
| 15  | Joan Fontaine           | Atriz                                 | Reino Unido/ Estados Unidos | 1917         | [ 20 ]        |
| 18  | Ronald Biggs            | Criminoso                             | Inglaterra                  | 1929         | [ 21 ]        |
| 19  | Haroldo Marinho Barbosa‎ | Cineasta e roteirista                 | Brasil                      | 1944         | [ 22 ]        |
| 20  | Reginaldo Rossi         | Cantor e compositor                   | Brasil                      | 1944         | [ 23 ]        |
| 21  | John Eisenhower         | Diplomata, historiador e militar      | Estados Unidos              | 1922         | [ 24 ]        |
| 23  | Mikhail Kalashnikov     | Designer de armas                     | Rússia                      | 1919         | [ 25 ]        |
| 23  | Francisco Manuel Vieira | Bispo                                 | Brasil                      | 1925         | [ 26 ]        |
| 23  | José Luís Menegatti     | Radialista                            | Brasil                      | 1954         | [ 27 ]        |
| 24  | Valter Santos           | Ator e dublador                       | Brasil                      | 1954         | [ 28 ]        |
| 26  | Rejane Goulart          | Atriz e miss                          | Brasil                      | 1954         | [ 29 ]        |
| 26  | Albino Aroso            | Médico e político                     | Portugal                    | 1923         | [ 30 ]        |
| 28  | Ilya Tsymbalar          | Futebolista e treinador               | União Soviética/ Ucrânia    | 1969         | [ 31 ]        |
| 28  | Wojciech Kilar          | Compositor                            | Polónia                     | 1932         | [ 32 ] [ 33 ] |
| 30  | Akeem Adams             | Futebolista                           | Trinidad e Tobago           | 1991         | [ 34 ]        |
| 31  | James Avery             | Ator e dublador                       | Estados Unidos              | 1948         | [ 35 ] [ 36 ] |